# Sátiro el peripatético
Sátiro (en griego Σάτυρος) de Calatis fue un destacado filósofo peripatético y un historiador, cuyas biografías de personas famosas, llamadas Vidas, son citadas a menudo por Diógenes Laercio y Ateneo. 
Nació en Callatis Pontica, según sabemos por un papiro de Herculano. Vivió antes del reinado de Ptolomeo VI Filometor (181-146 a. C.) cuando sus Vidas fueron resumidas por Heráclides Lembo; probablemente vivió a finales del siglo III a. C. A menudo Ateneo se refiere a él como «peripatético» pero no conocemos su relación con esta escuela filosófica por otras fuentes. 
Sus biografías se ocupan de muchos personajes destacados, incluyendo reyes (Dionisio el Joven y Filipo II), estadistas (Alcibíades), oradores (Demóstenes), poetas (Esquilo, Sófocles, Eurípides) y filósofos (Bias de Priene, Quilón de Esparta, Pitágoras, Empédocles, Zenón de Elea, Anaxágoras, Sócrates, Diógenes, Anaxarco, Estilpo). También escribió sobre la ciudad de Alejandría, y una obra titulada Sobre los caracteres (en griego: Περὶ χαρακτήρων). 
Se encontraron fragmentos de su biografía de Eurípides al final de un rollo de papiro descubierto en Oxirrinco a comienzos del siglo XX. De estos fragmentos se deduce que no usa fuentes muy fiables para sus biografías.